# Declaração de Independência do Estado de Israel
A Declaração de Independência do Estado de Israel foi proclamada às 16 horas do dia 14 de maio de 1948, no edifício que hoje abriga o Museu da Independência, em Telavive, algumas horas antes do término do Mandato Britânico sobre a Palestina.

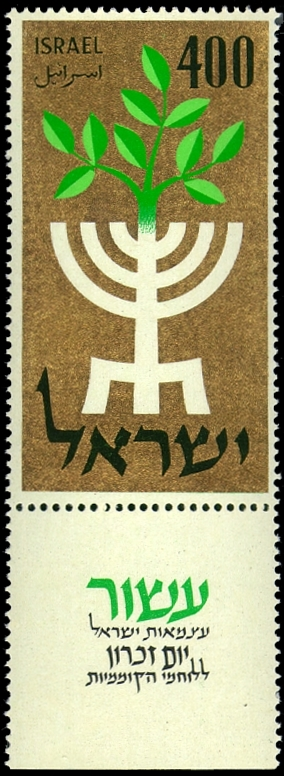
Selo israelense de 1958 comemorando o décimo ano da independência

Atualmente, o documento original da Declaração está em exposição na Knesset, o parlamento de Israel.
Após a proclamação feita por David Ben-Gurion, as assinaturas dos membros do Moetzet HaAm ("Conselho do Povo"), que consistia em 37 integrantes representando a comunidade judaica de Eretz-Israel, foram coletadas, embora nem todos tenham assinado no mesmo dia. A declaração foi redigida em hebraico, uma língua com raízes bíblicas que foi modernizada no século XX, em grande parte devido aos esforços de Eliezer Ben Yehuda.
A Declaração enfatiza a ligação ininterrupta entre o povo judeu e a terra de Israel, onde eles formaram sua identidade espiritual, política e religiosa e estabeleceram estados antigos e valores culturais. Apesar do exílio forçado, o povo judeu manteve sua fé e continuou a aspirar ao retorno e à restauração de sua liberdade política na terra ancestral.
A declaração também destaca o retorno em massa de judeus à região nas décadas recentes, a reconstrução e o desenvolvimento do território, e a reavivação da língua hebraica. Sublinha-se a aprovação da Assembleia Geral das Nações Unidas em 29 de novembro de 1947, que apoiou a criação de um Estado Judeu em Eretz-Israel, reconhecendo assim o direito do povo judeu de restabelecer seu próprio país.
Este documento histórico proclama o estabelecimento do Estado de Israel, que começaria a funcionar a partir da noite de 14 de maio de 1948, coincidindo com a véspera de Shabbath e o término do Mandato Britânico. O Conselho do Povo atuaria como o governo provisório até a eleição de uma Assembleia Constituinte, marcada para ocorrer até 1º de outubro de 1948.
O Estado de Israel prometeu estar aberto à imigração judaica e ao acolhimento de exilados, promover o desenvolvimento do país para todos os seus habitantes, e basear-se em princípios de liberdade, justiça e paz. Além disso, comprometeu-se a respeitar os locais sagrados de todas as religiões e a aderir aos princípios da Carta das Nações Unidas.
A Declaração conclama a comunidade internacional e os estados vizinhos a cooperarem com o novo Estado e apela ao povo judeu por todo o mundo para apoiar os esforços de construção e imigração, contribuindo para a realização do sonho antigo de redenção de Israel. A assinatura deste documento fundamental ocorreu em uma sessão do Conselho de Estado, reafirmando a fé dos signatários no direito à autodeterminação e na importância histórica deste ato.

## Tradução livre
Declaração da Independência do Estado de Israel (parte do texto)
 

14/05/1948 
A terra de Israel é o local de origem do povo judeu. Aqui a sua identidade espiritual, política e religiosa foi moldada. Aqui eles primeiro atingiram a formação de um estado, criaram valores culturais de significância nacional e universal e deram ao mundo o eterno Livro dos Livros. Depois de serem forçosamente exilados de sua terra, o povo conservou consigo sua fé durante sua Dispersão e nunca deixou de rezar e sonhar com o retorno para sua terra e com a restauração, lá, de sua liberdade política. 
Impelidos por sua ligação histórica e de tradições, judeus lutaram geração após geração para se restabelecerem em sua antiga terra natal. Nas décadas recentes, eles voltaram em massa. Pioneiros, desafiadores refugiados e defensores, eles fizeram desertos florescerem, reavivaram a língua hebraica, construíram vilarejos e pequenas cidades, criaram uma próspera comunidade que controla a sua própria economia e cultura, adorando a paz mas sabendo como se defender, trazendo as bênçãos de progresso para todos os habitantes do país e aspirando a um estado independente. 
No ano 5657 (1897), nas conferências do pai espiritual do Estado Judeu, Theodor Herzl, o Primeiro Congresso Sionista delineou e proclamou o direito de povo judeu fazer renascer o seu próprio país.
Este direito foi reconhecido em 2 de novembro de 1917 e reafirmado no Mandato da Liga das Nações que, em particular, deu sanção internacional para a conexão histórica entre o povo judeu e Eretz-Israel e o direito de o povo judeu reconstruir o seu Lar Nacional. 
A catástrofe que recentemente caiu sobre o povo judeu - o massacre de milhões de judeus na Europa - foi outra demonstração clara da urgência de resolver o problema da falta de um lar através do restabelecimento em Eretz-Israel do Estado Judeu, que abriria bem os portões da terra natal para todo judeu e conferiria ao povo judeu o status de membro privilegiado na comunidade de nações. 
Sobreviventes do holocausto nazista na Europa, assim como os judeus do resto do mundo, continuaram a migrar para Eretz-Israel, apesar das dificuldades, restrições e perigos e nunca deixaram de assegurar o seu direito a uma vida de dignidade, liberdade e trabalho honesto em seu lar nacional. 
Na Segunda Guerra Mundial, a comunidade judaica deste país contribuiu por completo com as nações que amam a paz e a liberdade contra as forças da tirania nazista e, com o sangue de seus soldados e seus esforços de guerra, ganhou o direito de ser reconhecida entre os povos que fundaram as Nações Unidas. 
No dia 29 de novembro de 1947, a Assembleia Geral das Nações Unidas aprovou a resolução do estabelecimento de um Estado Judeu em Eretz-Israel; a Assembleia Geral requereu aos habitantes de Eretz-Israel tomarem as medidas necessárias para a implementação desta resolução. Este reconhecimento das Nações Unidas pelo direito de o povo judeu estabelecer o seu Estado é irrevogável. 
Este é o direito natural de o povo judeu ser mestre de seu próprio destino, como todas as outras nações, em seu próprio Estado soberano. 
De acordo, nós, membros do Conselho do Povo, representantes da Comunidade Judaica de Eretz-Israel e do Movimento Sionista, estamos aqui reunidos no dia de término do Mandato Britânico sobre Eretz-Israel e, por virtude de nossos direitos naturais e históricos e pela força da resolução da Assembleia Geral das Nações Unidas, aqui declaramos o estabelecimento do estado judeu em Eretz-Israel, a ser conhecido como Estado de Israel. 
Declaramos que, vigorando a partir do término do Mandato a esta noite, véspera de Shabbath, 6 de Iyar de 5708 (15 de maio de 1948), até o estabelecimento das autoridades eleitas, regulares do Estado em acordo com a Constituição que será adotada pela Assembleia Constituinte Eleita no mais tardar em 1o. de outubro de 1948, o Conselho do Povo atuará como Conselho Provisório do Estado, e seu órgão executivo, a Administração do Povo, será o Governo Provisório do Estado Judeu, a ser chamado "Israel." 
O Estado de Israel será aberto para imigração judaica e para a o recebimento de exilados; patrocinará o desenvolvimento do país para o benefício de todos os seus habitantes; será baseado na liberdade, justiça e paz como imaginado pelos profetas de Israel; garantirá liberdade de religião, consciência, língua, educação e cultura; respeitará os lugares sagrados de todas as religiões; e será fiel aos princípios da Ata das Nações Unidas. 
O Estado de Israel está preparado para cooperar com agências e representantes das Nações Unidas a implementar a resolução da Assembleia Geral de 29 de novembro de 1947 e tomará as medidas necessárias para trazer a unidade econômica de toda Eretz-Israel. 
Nós fazemos um apelo às Nações Unidas para assistir o povo judeu a construir o seu Estado e para receber o Estado de Israel na comunidade das nações. 
Nós fazemos um apelo - em meio ao duro ataque lançado contra nós há meses - aos habitantes árabes do Estado de Israel para manter a paz e participar da construção do Estado na base de igual e completa cidadania e através de representação em todas as suas instituições provisórias e permanentes. 
Nós estendemos nossa mão a todos os estados vizinhos e seus povos numa oferta de paz e boa vizinhança, e apelamos a eles para o estabelecimento de laços de cooperação e ajuda mútua com o soberano povo judeu, estabelecido em sua própria terra. O Estado de Israel está preparado para fazer a sua parte em um esforço comum para o desenvolvimento de todo o Oriente Médio. 
Nós apelamos ao povo judeu em toda a Diáspora para ajudar os judeus de Eretz-Israel nas tarefas de imigração e construção e de os apoiarem na grande luta de realização do antigo sonho - a redenção de Israel. 

Colocando nossa confiança no Misericordioso, nós afixamos nossas assinaturas a esta proclamação nesta sessão do Conselho de Estado, no solo da Terra Natal, na cidade de Tel-Aviv, nesta véspera de Shabbath, em 5 de Iyar de 5708 (14 de maio de 1948).